# Cumberland Island
Cumberland Island ist eine der Sea Islands im Atlantik vor der Küste des US-Bundesstaates Georgia. Cumberland Island ist der westlichste Punkt der Atlantikküste der Vereinigten Staaten. Sie ist als National Seashore geschützt.
Die Insel ist 17,5 mi (28 km) lang und hat eine Fläche von 56,25 mi² (146 km²), davon sind 16.850 Acres (68 km²) Marschland, Wattflächen und Priele. Es gibt keine Brücke zum Festland; die meisten Besucher erreichen die Insel per Fähre von St. Marys. Benannt ist sie nach William Augustus, Duke of Cumberland dem Sohn des englischen Königs Georg II.
Der größte Teil der Insel ist seit 1972 als Cumberland Island National Seashore ausgewiesen und wird durch den National Park Service verwaltet.